# Schramkiwka
Schramkiwka (ukrainisch Шрамківка; russisch Шрамковка Schramkowka) ist ein Dorf im Nordosten der ukrainischen Oblast Tscherkassy mit etwa 2800 Einwohnern (2014).

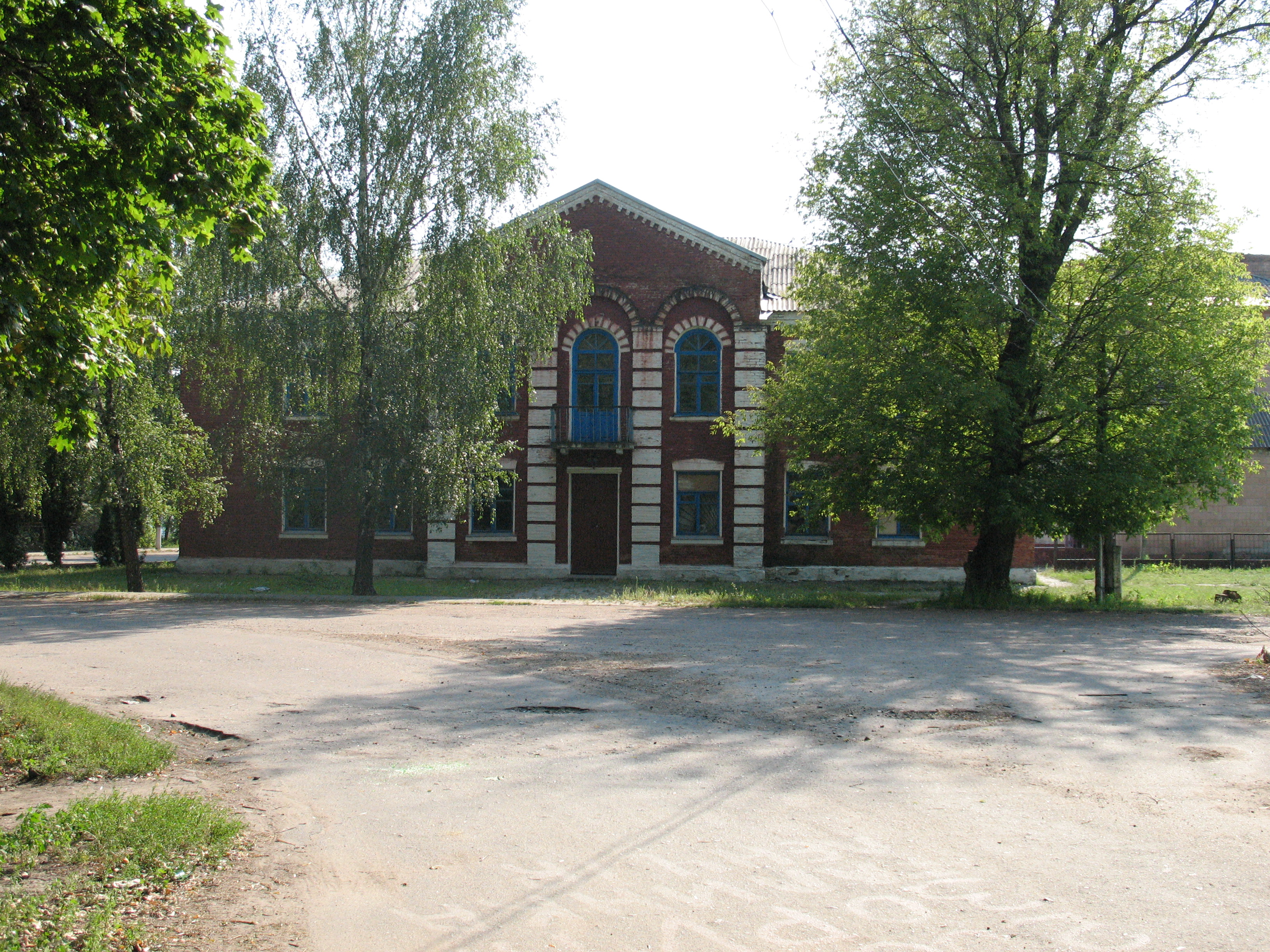
Grundschule in Schramkiwka

Die im 16. Jahrhundert gegründete Ortschaft besaß zwischen 1956 und dem 8. September 2017 den Status einer Siedlung städtischen Typs.

## Geographie
Schramkiwka liegt im Rajon Solotonoscha 23 km nördlich vom ehemaligen Rajonzentrum Drabiw und 93 km nördlich vom Oblastzentrum Tscherkassy am Tschumhak (ukrainisch Чумгак), ein 72 Kilometer langer Nebenfluss der Orschyzja (ukrainisch Оржиця, Flusssystem Sula).
Durch die Ortschaft verläuft die Territorialstraße T–24–09 und nördlich von Schramkiwka liegt ein Bahnhof an der Bahnstrecke Lubny–Kiew.
Im Süden grenzt das von Taras Schewtschenko in den 1840er Jahren mehrfach besuchte Dorf Mojssiwka an das Gemeindegebiet.

## Verwaltungsgliederung
Am 12. Juni 2020 wurde das Dorf zum Zentrum der neugegründeten Landgemeinde Schramkiwka (Шрамківська сільська громада/Schramkiwska silska hromada). Zu dieser zählen auch die 18 in der untenstehenden Tabelle aufgelisteten Dörfer sowie die Ansiedlungen Bondariwka, Kononiwka, Tscherwona Datscha und Wyschnewe, bis dahin bildete es zusammen mit der Ansiedlung Wyschnewe die gleichnamige Landratsgemeinde Schramkiwka (Шрамківська сільська рада/Schramkiwska silska rada) im Norden des Rajons Drabiw.
Am 17. Juli 2020 kam es im Zuge einer großen Rajonsreform zum Anschluss des Rajonsgebietes an den Rajon Solotonoscha.
Folgende Orte sind neben dem Hauptort Schramkiwka Teil der Gemeinde:
| Name                     | Name           | Name                                 |
| ukrainisch transkribiert | ukrainisch     | russisch                             |
| ------------------------ | -------------- | ------------------------------------ |
| Bondariwka               | Бондарівка     | Бондаревка (Bondarewka)              |
| Byrliwka                 | Бирлівка       | Бырловка (Byrlowka)                  |
| Chomiwschtschyna         | Хомівщина      | Хомовщина (Chomowschtschina)         |
| Demky                    | Демки          | Демки (Demki)                        |
| Haj                      | Гай            | Гай (Gai)                            |
| Hretschaniwka            | Гречанівка     | Гречановка (Gretschanowka)           |
| Jaworiwka                | Яворівка       | Яворовка (Jaworowka)                 |
| Kantakusiwka             | Кантакузівка   | Кантакузовка (Kantakusowka)          |
| Kolomyzi                 | Коломиці       | Коломицы (Kolomizy)                  |
| Kononiwka                | Кононівка      | Кононовка (Kononowka)                |
| Kononiwka                | Кононівка      | Кононовка (Kononowka)                |
| Kowaliwka                | Ковалівка      | Ковалевка (Kowalewka)                |
| Kowtuniwka               | Ковтунівка     | Ковтуновка (Kowtunowka)              |
| Mojssiwka                | Мойсівка       | Мойсевка (Moissewka)                 |
| Nowomykolajiwka          | Новомиколаївка | Новониколаевка (Nowonikolajewka)     |
| Ostapiwka                | Остапівка      | Остаповка (Ostapowka)                |
| Persche Trawnja          | Перше Травня   | Перше Травня                         |
| Pohreby                  | Погреби        | Погребы (Pogreby)                    |
| Stepaniwka               | Степанівка     | Степановка (Stepanowka)              |
| Switschkiwka             | Свічківка      | Свечковка (Swetschkowka)             |
| Tscherwona Datscha       | Червона Дача   | Червоная Дача (Tscherwonaja Datscha) |
| Wyschnewe                | Вишневе        | Вишнёвое (Wischnjowoje)              |

## Persönlichkeiten
- Pawlo Polubotok (1660–1724), Hetman der linksufrigen Ukraine 1722–1724